# サムライ・ニュージャパン
サムライ・ニュー・ジャパンは、全日本プロレスで活動していたプロレスユニットである。結成時の名前は「サムライ・ジャパン」。
日本人ユニットを自称しているが、MAZADA以外のメンバーはとても日本人（日本民族）とは思えない容姿であるのが特徴である。同団体のユニットであるメキシコ・アミーゴス・ブラック（メキシコ・アミーゴス）と抗争していた。

## 略歴
2007年5月に、MAZADAが「侍魂を持った人」としてYAMADAを連れてきたのが始まりである。そのYAMADAに、メキシコ・アミーゴスが偽日本人と侮辱したことで抗争が勃発。
その後、YAMADAは独特なパフォーマンスで各会場で人気者になる。7月からは、YAMADAの指名で全日本プロレス課長を自称するTANAKAが参戦。TANAKAもYAMADA同様大声援を受ける人気者となり、グッズも飛ぶように売れる。8月シリーズからは「サムライ・ジャパン」と名乗り、2人の初タッグが披露される。そんな中、8月26日両国国技館大会でメキシコ・アミーゴスとの解散マッチが組まれ、惜しくも敗北。しかしその後サムライ・ジャパンは解散し、「サムライ・ニュージャパン」を結成することを宣言した（つまり事実上は解散しておらず、ユニット名の改称をしただけである）。
MAZADA以外のメンバーのレスラー名は、新日本プロレスに存在したユニットであるC.T.Uのメンバーに由来する。
2007年10月19日の代々木大会にてメキシコ・アミーゴス・ブラックとの試合に敗れて更に試合後アミーゴスの3人がジャパン軍のパスポートを晒してYAMADAとTANAKAの国籍がメキシコとなっており日本人ではないことが明かされてしまった。AKIYOSHIだけは国籍が日本（東京）と書かれていたが、ペペが「お前らは負けたんだから、メキシコに帰れー!」と発言、サムライ・ニュー・ジャパンは遂に解散。

## メンバー
- MAZADA

メンバーの補佐的な役割を果たす。YAMADA、TANAKAと同じ様にアピールすると会場からはブーイングを浴びる。YAMADAを「先生」、TANAKAを「課長」、AKIYOSHIを「兄者」と呼んでいる。
- YAMADA

大阪出身を自称。空手胴着を着用して「侍魂」と書かれた日の丸鉢巻を巻いて戦う。入場時にはヌンチャクパフォーマンスで観客を沸かす。なぜか売店では、メキシコのルチャリブレ・マットで活躍するピエロー・ジュニアのグッズを売っているが、その関連性は公表されていない。前項の通り、本当はメキシコ国籍であった。
得意技：ヒップアタック、YAMADAボム（ライガーボム）、掌打
- TANAKA

札幌出身を自称。また自称・全日本プロレス課長。Tシャツにスラックス姿で戦い、試合中ネクタイを頭に巻いて戦うこともある。多彩な飛び技が得意。入場時にはサラリーマンらしく「全日本プロレス・課長」と書かれた自身の名刺を配る。その容姿は、メキシコのルチャリブレ・マットで活躍するエル・パンテーラそっくりであるが、その関連性は公表されていない。前項の通り、本当はメキシコ国籍であった。
得意技：TANAKAスペシャル（ミノルスペシャル）、骨外し
- AKIYOSHI

東京出身を自称。元ユニバーサル・プロレスリング。当初の噂では新日本プロレスに所属する邪道の参戦が予想された（邪道の本名が秋吉のため）が、別人であった。容姿は少し小太りでチョビヒゲ顔、色黒の中年ラテン人風の男。YAMADA、TANAKA同様華麗なルチャリブレムーブを得意としている。メキシコのルチャドールであるケンドーが得意としていた欽ちゃんジャンプを披露するが、その関連性は公表されていない。前項の通り、YAMADA、TANAKAはメキシコ国籍であったが、AKIYOSHIは日本国籍であると公表された。しかし、その詳細は不明である。
得意技：クロスフェース・オブ・アキヨシ